# Rosignano Monferrato
Rosignano Monferrato (piemontiul: Arzgnan) település Olaszországban, Piemont régióban, Alessandria megyében. Lakosainak száma 1418 fő (2023. január 1.). Rosignano Monferrato Casale Monferrato, Frassinello Monferrato, Ozzano Monferrato, San Giorgio Monferrato, Camagna Monferrato, Cella Monte és Terruggia községekkel határos.

## Népesség
A település lakossága az elmúlt években az alábbi módon változott:
| Lakosok száma | 1562 | 1535 | 1418 |
|               | 2017 | 2018 | 2023 |